# Apalutamide
L'apalutamide est une molécule de la classe des antiandrogènes non stéroïdiens, en cours de test dans le traitement du cancer de la prostate.

## Mode d'action
Il se fixe de manière compétitive sur le récepteur des androgènes, inhibant son activité.

## Efficacité
Dans le cancer de la prostate évolutif malgré la castration, il retarde l'apparition de métastases ainsi que la progression des symptômes.
Une étude récente (2021), randomisée, en double aveugle, contrôlée par placebo, de phase 3, multicentrique, ayant impliqué 167 centres dans 17 pays situés aux États-Unis, au Canada, au Mexique, en Europe, en Asie, en Afrique et en Amérique du Sud) où 490 patients ont été traités par abiratérone/prednisone et compararés à 498 autrespatients traités par abiratérone/prednisone plus apalutamide a montré que l'ajout (initial) d'apalutamide augmente très significativement les chances de survie du patient victime d'un carcinome prostatique hormonorésistant, en bloquant la progression du cancer.